# Hartmut Oschkinat

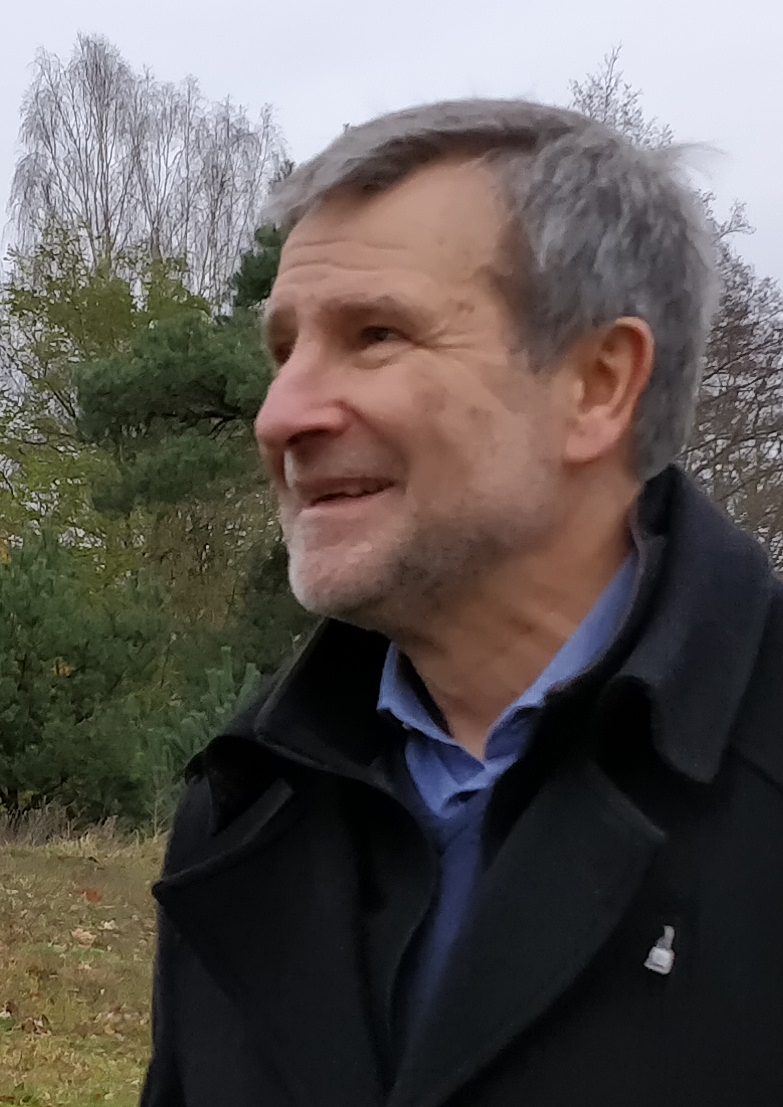
Hartmut Oschkinat (2017)

Hartmut Oschkinat (geboren am 28. Februar 1957) ist ein deutscher Strukturbiologe und Professor für Chemie an der Freien Universität Berlin. Er erforscht biologische Makromoleküle mittels Festkörper-Kernspinresonanzspektroskopie.
Er ist Mitglied des redaktionellen Beirats der Fachzeitschriften Journal of Biomolecular NMR und Structure.

## Leben und Werdegang
Oschkinat studierte Chemie an der Johann Wolfgang Goethe-Universität Frankfurt am Main. Er wurde 1986 unter Betreuung seines Doktorvaters Horst Kessler mit der Arbeit „Analysis of the conformation of Cyclosporin in solution using NMR-spectroscopy: development and use of new methods“ promoviert. Nach einem Aufenthalt als Postdoc bei Geoffrey Bodenhausen an der Universität Lausanne ging Oschkinat 1987 an das Max-Planck-Institut für Biochemie in Martinsried. Dort arbeitete er mit Marius Clore, Angela Gronenborn und dem Nobelpreisträger Robert Huber. Nach seiner Habilitation an der Technischen Universität München im Jahre 1992 arbeitete Oschkinat am European Molecular Biology Laboratory (EMBL) in Heidelberg. Seit 1998 ist er Leiter der Abteilung NMR-unterstützte Strukturbiologie am Leibniz-Institut für Molekulare Pharmakologie in Berlin.

## Forschung
Zu Beginn seiner Karriere arbeitete Oschkinat auf dem Feld der Lösungs-NMR und trug entscheidend dazu bei, die mehrdimensionale NMR-Spektroskopie in der Strukturbiologie zu etablieren. Nach Anwendungen zur Bestimmung der dreidimensionalen Struktur von löslichen Proteinen wie beispielsweise einer Pleckstrin Homology (PH) - und WW-Domäne, von welcher er auch Protein-Protein-Interaktionen näher charakterisierte und Fragment-basierte Wirkstoffentwicklung anwendete, verlagerte Oschkinat seinen Forschungsschwerpunkt auf die Untersuchung von Proteinen mittels Festkörper-Kernspinresonanzspektroskopie mit Magic-Angle-Spinning (MAS). Seine Forschungsgruppe konnte als erste eine Proteinstruktur mit dieser Methode bestimmen, wobei es sich um die Struktur einer mikrokristallinen Probe einer SH3-Domäne handelt. Seit 2005 untersucht seine Arbeitsgruppe komplexe Proteine, wie beispielsweise Membranproteine in ihrer nativen Lipidumgebung, amyloide Fibrillen und Oligomere. Darüber hinaus entwickelt er Methoden um besonders herausfordernde strukturbiologische Fragestellungen zu lösen, bei denen die Festkörper-Kernspinresonanzspektroskopie mit besonderem Nutzen eingesetzt werden kann. Dies beinhaltet insbesondere Dynamic Nuclear Polarization und Protonendetektion mittels schnellem Magic-Angle-Spinning.

## Leistungen
Im Jahre 1998 wurde Oschkinat als Mitglied in die European Molecular Biology Organization aufgenommen. Von 2009 bis 2011 leitete er als geschäftsführender Direktor das Leibniz-Institut für Molekulare Pharmakologie. Ab 2012 war er Mitglied des Internationalen Wissenschaftlichen Beirats des Central European Institute of Technology in Brno. Im Jahre 2013 wurde Oschkinat als Ehrenmitglied in die National Magnetic Resonance Society (Indien) aufgenommen. 2014 erhielt Oschkinat den Günther Laukien Preis, der jährlich auf der Experimental Nuclear Magnetic Resonance Conference in den USA vergeben wird.